# Lubango
Lubango là thành phố thủ phủ của Huíla, Angola. Số liệu dân số được biết đến gần đây nhất là 100.757 người. Cho đến năm 1975, tên chính thức của thành phố là Sá da Bandeira. 
Nền kinh tế Lubango dựa vào nông nghiệp, đặc biệt là các sản phẩm thịt, ngũ cốc, thuốc lá, trái cây và rau sản xuất trong các khu vực màu mỡ xung quanh. Chế biến thực phẩm, thuộc da, và các ngành công nghiệp hàng tiêu dùng chiếm lĩnh ngành công nghiệp.
Lubango có sân bay Lubango là nơi đóng quân của một trung đoàn máy bay ném bom máy bay chiến đấu của Lực lượng Không Angola. Sân bay phục vụ các chuyến bay hàng ngày đi đến Luanda qua TAAG, hãng hàng không Angola và ba lần một tuần đi đến Windhoek, Namibia.
Thành phố được kết nối đường sắt Moçâmedes.